# Richard Crandall
Richard Crandall (29 de dezembro de 1947 – 20 de dezembro de 2012) foi um matemático, físico e cientista da computação estadunidense, conhecido por suas contribuições à teoria dos números computacional. 
Crandall foi por muito tempo cientista-chefe da  NeXT Inc. e Apple.  Crandall também foi chefe do Apple's Advanced Computation Group.
Ele ganhou várias patentes no campo da criptografia. Crandall faleceu em Portland, Oregon na manhã de 20 de dezembro de 2012, com 64 anos, após apresentar quadro de leucemia. 